# 下北条村
下北条村（しもほうじょうそん）は、鳥取県東伯郡にあった村。現在の東伯郡北栄町の一部にあたる。

## 地理
倉吉平野の北部、北条川流域の平地に位置していた。
- 河川：浜川[4]
- 山岳：三輪山[4]、蜘ケ家山[5]
- 海洋：日本海[3]

## 歴史
- 1889年（明治22年）10月1日、町村制の施行により、久米郡弓原村、下神村、松神村、曲村、土下村、米里村、島村、北尾村、田井村が合併して村制施行し、下北条村が発足[1][2]。旧村名を継承した弓原、下神、松神、曲、土下、米里、島、北尾、田井の9大字を編成[2]。村役場を大字弓原に設置[3]。
- 1896年（明治29年）4月1日、郡の統合により東伯郡に所属[2]。
- 1898年（明治31年）樽見大堤の堤防が決壊し、大字曲字鎌谷の一部で大きな被害を受けた[5]。
- 1954年（昭和29年）6月1日、東伯郡中北条村と合併し、町制施行し北条町を新設して廃止された[1][2]。合併後、北条町大字弓原・下神・松神・曲・土下・米里・島・北尾・田井となる[2]。

## 産業
- 農業、養蚕、園芸[3]
- 産物：リンゴ[4]、ブドウ[4]、カキ[5]、葉煙草[6]

## 交通

### 鉄道
- 1913年（大正2年）鉄道院山陰本線の下北条駅が大字北尾・弓原・下神の境に設置[6]。

## 教育
- 1873年（明治6年）松神学校開校[7]、土下学校開校[8]。1889年（明治22年）松神学校、土下学校を統合し北条尋常小学校を開校[2]。1941年（昭和16年）北条国民学校を経て1947年（昭和22年）下北条小学校に改称[2]。（参照：北栄町立北条小学校）

## 出身著名人
- 田江弥三郎（衆議院議員、大字弓原出身）[3]
- 田江泰造（衆議院議員、下北条村長、大字弓原出身）[3]